# Chungara–Tambo Quemado
Chungara–Tambo Quemado (špa. Paso Chungara–Tambo Quemado) je planinski prijevoj kroz gorje Cordillera Occidental u Andama, uz granicu između Čilea i Bolivije. Chungara–Tambo Quemado jedan je od glavnih prijelaza između Čilea i Bolivije u središnjim Andama jer povezuje La Paz s njegovom najbližom morskom lukom Arica.